# 自然堂
自然堂是中華人民共和國的一個日用化妝品牌，辦公場地位於上海市奉賢區東方美谷，由上海自然堂集团有限公司（原伽蓝(集团)股份有限公司）於2001年推出。

## 外部連結
- 官方网站
- 集团网站 （页面存档备份，存于）